# M-cpp
La M-CPP o meta-clorfenilpiperazina es una sustancia que pertenece al grupo de las piperazinas. Es un estimulante y alucinógeno a la vez, de ahí algunos de sus principales riesgos.
En España se lleva un año aproximadamente mezclándolo con MDMA para el consumo ilegal de esta sustancia más conocida como éxtasis, por lo que los efectos esperados son los asociados a esta.
Sin embargo, el m-CPP se conoce por ser inductora de dolor de cabeza en humanos, y se ha utilizado para probar medicamentos contra la migraña. Aproximadamente un 10% de la gente que ha probado mCPP ha desarrollado un fuerte dolor de migraña, y en torno al 90% de personas que asiduamente sufren de migrañas, se les ha presentado un ataque de la misma inducido bajo esta sustancia. 
A partir del año 2000 se ha ido extendiendo su uso como sustancia recreativa, primero en Nueva Zelanda y después en Estados Unidos y Europa.

## Efectos y Riesgos del m-CPP
Algunos de los efectos que provoca son: náuseas y vómitos, daño renal, cefaleas, ataques de pánico y ansiedad, brotes psicóticos, brotes de violencia.